# IC 3553
IC 3553 је појединачна звијезда у сазвјежђу Береникина коса која се налази на листи објеката дубоког неба у Индекс каталогу.
Деклинација објекта је + 26° 11' 36" а ректасцензија 12h 35m 55,9s.